# Вибори до Кіровоградської обласної ради 2006
Вибори до Кіровоградської обласної ради 2006 — вибори до Кіровоградської обласної ради, що відбулися 26 березня 2006 року. Це були перші вибори до Кіровоградської обласної ради, що проводилися за пропорційною виборчою системою. Для того, щоб провести своїх представників до Кіровоградської обласної ради, партія чи блок мусила набрати не менше 3% голосів виборців. Загальна кількість виборців склала 795,5 тис. осіб.

## Результати виборів
| Розподіл голосів     | Розподіл голосів     | Розподіл голосів | Розподіл голосів | Розподіл голосів |
| -------------------- | -------------------- | ---------------- | ---------------- | ---------------- |
|                      |                      |                  |                  |                  |
| БЮТ (44)             | БЮТ (44)             |                  | 31.08%           | 31.08%           |
| Партія регіонів (18) | Партія регіонів (18) |                  | 12.77%           | 12.77%           |
| «Наша Україна» (12)  | «Наша Україна» (12)  |                  | 8.26%            | 8.26%            |
| Блок Литвина (10)    | Блок Литвина (10)    |                  | 7.36%            | 7.36%            |
| СПУ (9)              | СПУ (9)              |                  | 6.8%             | 6.8%             |
| КПУ (7)              | КПУ (7)              |                  | 4.26%            | 4.26%            |
| Проти всіх           | Проти всіх           |                  | 4.26%            | 4.26%            |

Примітка: На діаграмі зазначені лише ті політичні сили,  які подолали  3 % бар'єр
 і провели своїх представників до Кіровоградської обласної ради.
 В дужках — кількість отриманих партією чи бльоком мандатів